# فرانشيسكو تولدو
فرانشيسكو تولدو (مواليد 2 ديسمبر 1971 في بادوفا) (بالإيطالية: Francesco Toldo)‏ حارس مرمى إيطالي لعب لصالح نادي إنتر ميلان منذ 2001 حتى اعتزاله.

## السيرة الذاتية
ولد فرانشيسكو تولدو وسط عائلة متوسطة الحال. ولعب كرة القدم منذ نعومة اظافره. وكان مميزاً بطوله الفارع ورفض فرانشيسكو ان ينخرط في لعبة غير كرة القدم حتى أصبح حارسا مشهوراً في عالمها.. وكانت بدايته الفعلية مع إيه سي ميلان ولكن الميلان بعراقته وبطولاته أراد حارسا كبيرا وخبيرا فقام ببيع تولدو لنادي هيلاس فيرونا. وتنقل تولدو بين الأندية حتى وصل لمدينة فلورنسا وفريقها فيورنتينا وانطلق وأبدع مع هذا النادي ووصل اسمه للإعلام العالمي كواحد من أفضل حراس المرمى وانتقل بعد ذلك للانتر وأصبح أحد أعمدته حتى الآن.
أول لقاء يخوضه تولدو بشكل رسمي كان مع نادي ترينتو موسم (91 - 92) حيث لعب 38 مباراة في دوري الدرجة الثالثة ثم انتقل لنادي رافينا موسم (92 - 93) حيث لعب 31 مباراة في دوري الدرجة الثالثة وهي قفزه متواضعة في حياته الرياضية.. حتى جاءته الفرصة للعب في صفوف فيورنتينا موسم (1993-1994) وساهم مع فيورنتينا في صعوده من الدرجة الثانية إلى الدرجة الأولى عندما خاض 33 مباراة حقق فيها لقب دوري الدرجة الثانية في إيطاليا.. ولعب في الكالتشو موسم (1994- 1995) وكانت سعادته لا توصف لأنه انطلق من الصفر حتى وصل لكل ما يطمح إليه.

### بطولة يورو 2000
اختير تولدو لتشكيل المنتخب الأزورري كحارس ثان جانلويجي بوفون وبعد تعرض الحارس الأساسي لكسر في يده في المباراة الودية للمنتخب الإيطالي ضد النرويج فتح الطريق أمام فرانشيسكو تولدو ليحل مكانه في البطولة الأوروبية وبدون أدنى شك يعتبر تولدو هو حارس البطولة الأول رغم خسارته للنهائي ولا أحد يلومه على الهدف الذي ولج مرماه من قدم ديفيد تريزيجيه نظراً لقوة الكرة المتجهه لزاوية صعبه جداً يستحيل صدها. وقدم عطاء مدهشاً امام المنتخب الهولندي وقاد المنتخب الإيطالي نحو النهائي عندما وقف سداً منيعاً امام الطاحونه الهولندية حيث تمكن من صد ضربتي جزاء من قدم قائد هولندا فرانك دي بور احدهما خلال المباراة والأخرى ضمن الركلات الترجيحية ويمكن اعتباره أستاذا في قراءة أفكار لاعبي الفريق الخصم وهي ميزة يصعب تواجدها في حارس المرمى. وكانت بدايته في مباراة إيطاليا ورومانيا عندما أصيب بوفون بكسر في يده مما أرغم دينو زوف مدرب المنتخب إلى الاستعانة بخدمات فرانشيسكو تولدو بدون أي قلق يذكر نظرا لمعرفته بمستوى تولدو الكبير والذي عرف به من خلال إبداعه مع نادي فيورنتينا في الكالتشو. ويعتقد الكثير بأن تولدو أفضل بكثير من حارس بارما المدلل آنذاك وحارس اليوفي في الوقت الحاضر جان لويجي بوفون. كما أن التلفزيون الإيطالي اختار تولدو كأفضل لاعب إيطالي في البطولة
وبعد نهاية البطولة قام أحد الاعلاميين بسؤال تولدو عن عقده مع فيورنتينا وعن نيته بالانتقال لأي ناد اخر؟ ولم يجب تولدو على السؤال واعتذر عن الإجابة عنه وطلب تغيير الموضوع. وكانت ردة فعل رئيس فيورنتينا شيكي غوري قوية من خلال الصحف حيث عبر عن استيائه لسؤال ابن ناديهم مثل هذا السؤال وأوضح بأن عقد تولود يمتد إلى 4 سنوات. بعد خروج المنتخب الإيطالي المر امام منتخب فرنسا في نهائي بطولة أوروبا 2000 عاد تولدو إلى بادوفا مسقط رأسه ليجهز نفسه للارتباط بالفتاة التي أحبها. وبعد سبعة أيام فقط من فقدانه للكأس تم عقد قرانه على مانويلا بوزا وسط حضور الكثير من معجبيه ومحبينه وزملائه في فريق فيورنيتنا والمنتخب الإيطالي ورغم تأكيد جيوفاني تراباتوني ودينو زوف للحضورإلا أنهما لم يحضرا زفافه مما أحزنه غيابهما حيث قال كنت اتمنى حضورهما ومشاركتي فرحتي. ولعل الطريف في أمر زواجه هو طريقة تعرفه بزوجته. فقد قابلها بالصدفة في إحدى المحلات التجارية عندما كانت تعمل هناك وتعرف عليها كما أوضحت زوجته مانويلا والتي قالت بأنني لم أكن أعرف بأن فرانشيسكو حارس مرمى مشهور ويلعب لنادي كبير مثل فيورنتينا لأنني لا أتابع كرة القدم ولا اهتم بها وقد علمت بالأمر صدفة عندما شاهدته على التلفاز حيث ان والدي كان يشاهد الأخبار وعرضت عدة لقطات له ولم أصدق عيني حتى تم ذكرالاسم فرانشيسكو تولدو يبدع في حراسة المرمى عندها وقفت مندهشة لما رأيت وعندما سألني والدي الذي يهتم كثيرا بكرة القدم عن سبب دهشتي.. سألني والدي هل انتي تخرجين مع فرانشيسكو تولدو؟؟ وبعد أن علم بالأمر لم يسمح لي بالخروج أو الذهاب للسنيما حتى تم ارتباط بين العائلتين وكانت ردة فعل فرانشيسكو غريبة عندما سألته لماذا لم يخبرن حيث ضحك على طريقتي في سؤاله وأوضح لي بأنه يريد ان يتعرف علي كرجل عادي في إيطاليا. فتاة بادوفا الجميلة قالت بأنه ملأ عليها حياتها دون أن تعرف بأنه غني أو مشهور. هذا هو فرانشيسكو تولدو بشخصيته القوية والمتواضعه لايحب الحديث والمديح ويعشق ان يقدم كل مالديه فعلاً وليس قولاً. وتلقى فرانشيسكو تولدو وزوجته مانويلا التهاني لتلقيهم أول مولود لهما وأطلقوا عليه اسم اليساندرو.

### مفاوضات أوروبية
كانت هناك مفاوضات جادة بين فيورنتينا وبرشلونة لضم فرانشيسكو تولدو حيث قدم البارسا مبلغاً 26 مليون دولار لفيورنتينا وعرض راتب سنوي يقدر ب 3،5 مليون دولار ولكن الصفقة لم تتم لأن نادي برشلونة رفض دفع ما يقارب ال 30 مليون دولار في مركز حراسة المرمى خاصة إذا ما عرفنا أن تولدو قد بلغ من العمر 29 عاما. بالإضافة لرغبته القوية بالاستمرار في اللعب في الدوري الإيطالي وكانت العروض مقدمه من نادي روما ويوفنتوس وإنتر ميلان ولكن روما تنازل عن رغبته في ضم تولدو بسبب صفقة تعاقدهم مع المهاجم الشاب أنتونيو كسانو. وصرح سنسي رئيس نادي روما بأنهم فضلوا إحضار مهاجم موهوب وله مستقبل كبير والبحث عن حارس مرمى آخر لأن تولدو العملاق يعتبر من أغلى حارس العالم ثمنا. عبر تولودو عن حزنه الشديد لانتقال نجم وهداف فريقهم آنذاك وقال: نتمنى لباتيكل التوفيق مع روما. وفيورنتينا قادر على مواصلة المشوار والمنافسة على الاسكوديتو بتواجد نجوم مثل روي كوستا ودي ليفيو وبادالينو ونونو جوميز وكييزا. وواصل تولدو مشواره مع فيورنتينا حتى جاء دوره للانتقال واللعب في صفوف فريق كبير كالانتر ميلان

### انتقاله للانتر
بعد مباراة أتلانتا في الدوري الإيطالي أخذ تولدو في الدوران حول مضمار الملعب بعد أن خلع قميصه مودعاً جماهير فلورنسا وسط دموع الحزن بعد ثمان سنوات قضاها بين صفوف هذا النادي. قدم فيها الكثير لعشاقه وعند سؤاله قال «أنا لا أريدالكلام.. من الصعب مغادرة النادي والأنصار بعد ثمان سنوات لعبت فيها معهم وقدموني للعالم كواحد من أفضل حراس العالم «يذكر أن الانتر قدم لفيورنتينا أكثر من 20 مليون دولار للحصول على خدمات تولدو. ويطمح تولدو بتحقيق الاسكوديتدو مع فريقه انتر ميلان حيث ان سجله خالٍ من بطولات الدوري الإيطالي والبطولات الأوروبية ولم يسبق له الفوز الا بكأس إيطاليا مع فيورنتينا ويقول تولدو ما زلت في ال 31 من عمري وسأعمل بكل قوه للفوز بالاسكوديتو والبطولة الأوروبية مع الانتر.. ولا ينقصنا سوى الحظ لتحقيق الفوز.

## روابط خارجية
- فرانشيسكو تولدو على موقع IMDb (الإنجليزية)
- فرانشيسكو تولدو على موقع ديسكوغز (الإنجليزية)

- فرانشيسكو تولدو على موقع الاتحاد الدولي (مؤرشف)  (الإنجليزية)
- فرانشيسكو تولدو على موقع الاتحاد الأوربي (الإنجليزية)
- فرانشيسكو تولدو على موقع قاعدة بيانات كرة القدم.إي يو (الإنجليزية)
- فرانشيسكو تولدو على موقع ناشيونال فوتبول تيمز (الإنجليزية)
- فرانشيسكو تولدو على موقع Soccerbase.com (لاعب) (الإنجليزية)
- فرانشيسكو تولدو على موقع Soccerway.com (الإنجليزية)
- فرانشيسكو تولدو على موقع عالم كرة القدم.نت (الإنجليزية)
- فرانشيسكو تولدو على موقع كووورة